# Коморний Сергій В'ячеславович
Коморний Сергій В'ячеславович (нар. 23 травня 1963, м. Чугуїв) — український художник-графік.

## Біографія
У 1982 році закінчив Харківське державне художнє училище (викладачі Юрій Киянський, Є. Надєждін, Євген Спіцевич). Працював головним художником Чугуївських майстерень Харківського обласного виробничого художньо-оформлювального комбінату (1984–1991 рр.). Член Національної спілки художників України (2003 р.). З 1988 року веде активну творчу га громадську діяльність, постійний учасник численних міжнародних, всеукраїнських, персональних виставок, які проводяться Міністерством культури України, Національною Спілкою художників України. Учасник міжнародних пленерів, конференцій України, Росії, Австрії, Німеччині.
Співзасновник, почесний член Європейської академії живопису «LeonArt» (Німеччина). Нагороджений Почесною Грамотою Міністерства культури Чуваської Республіки (м. Чебоксари, Росія)[джерело?]. Лауреат Державної премії імені Іллі Юхимовича Рєпіна в галузі образотворчого мистецтва 2011 року у номінації «Живопис і графіка».
В імпресіоністичному стилі створює психологічні портрети, пленерні пейзажі та натюрморти, оголену натуру. 
Персональні виставки – у Харкові (2001–2002, 2004, 2008), Клагенфурті (Австрія, 2003), Бад-Пірмонті (Німеччина, 2004, 2007), Чугуєві (2005, 2007), Сумах (2010). Твори знаходяться в Державних та приватних збірках України, Росії, Сполучених Штатів Америки, Австрії, Німеччині, Ізраїлю. Окремі роботи зберігаються у Чуваській респуліці (Чебоксари, РФ), Сумському художньому музеї, Чугуївському художньо-меморіальному музеї ім. І. Рєпіна.

## Твори
Цикли – «Небо Чувашії» (2007–2010), «Легенди пленерів» (2008–2010); «Чугуївський вечір» (2008).